# 鉄板■魔太郎
鉄板■魔太郎（てっぱんまたろう、1974年6月6日 - ）は、大川興業所属のお笑い芸人。本名：釜津田裕也（かまつだ ひろや）。青森県弘前市出身。弘前市立南中学校、弘前東工業高等学校卒業。
高校卒業後に、IT系企業に勤務しPOSシステムの保守業務を経験。
芸名は大川興業による本公演「サバイバーパンク」終了日にフックを受ける鉄板を電車で運んだことに由来（■は鉄板を表している）。「魔太郎」は、漫画『魔太郎が来る!!』の主人公に性格が類似しているとして、大川豊が名づけた。 

## 略歴
- 1998年　大川興業の新人オーディションを受け合格。
- 2000年　事務所の後輩の名刀長塚と「//（スラッシュスラッシュ）」を結成するも、芸の方向性の違いで後に解散。
- 2002年ごろ　小島くんとコンビを組み「メガネが二つ。。」で活動。
- 2004年　オタ芸を中心としたソロ活動に転換。

## 芸風
- 自身の趣味でもある、アイドルおたくとして「オタ芸」を中心としたパフォーマンスを行う。
- 「鉄板■魔太郎ファンクラブ」として、セーラー服姿の舞台衣装で芸を披露する。その姿は事務所主催のライブ「すっとこどっこい」で見ることができる。

### CM
- @NIFTY